# دون كارتر (رجل أعمال)
دون كارتر (بالإنجليزية: Don Carter)‏ هو شخصية أعمال أمريكي، ولد في 5 يوليو 1933 في أركنساس في الولايات المتحدة، وتوفي في 14 فبراير 2018 في دالاس في الولايات المتحدة.